# Пёппиг, Эдуард Фридрих
Эдуа́рд Фри́дрих Пёппиг (16 июля 1798[…], Плауэн, курфюршество Саксония — 4 сентября 1868[…], Варен, Лейпциг) — немецкий зоолог и ботаник XIX века. Известен в первую очередь как исследователь природы Южной Америки.

## Биография
Учился в лейпцигской школе Святого Фомы. В период между 1826 и 1832 годом Пёппиг занимался географическими, ботаническими и зоологическими исследованиями в Чили, Перу и Бразилии. За время пребывания в этих странах он описал свыше четырёх тысяч растений. Кроме того, он изучал развалины инкских городов, а также проплыл на плоту или каноэ по всей реке Амазонке, преодолев пять тысяч километров.

## Научные работы
- Kurze Mittheilungen des Hrn. Dr. Pöppig: während einer Reise nach der Südsee, 1828
- Fragmentum synopseos plantarum phanerogamarum, 1833
- Reise in Chile, Peru und auf dem Amazonenstrom während der Jahre, том 1 1827—1832, том 2 1834—1836
- Selbstanzeige der Reisebeschreibung in Blätter für literarische Unterhaltung, 1835
- Über alte und neue Handelswege nach der Westküste Amerikas, 1838
- Nova genera ac species plantarum quas in regno chilensi, peruviano et in terra amazonica … (совместно с Эндлихером), 1835—1845

## Публикации на русском языке
- Пёппиг Э. Через Анды к Амазонке / Эдуард Пёппиг; Пер. с нем. Н. Н. Гришина, О. В. Головкиной; Под ред. Е. Н. Лукашевой; Оформл. худож. Б. В. Шварца. — М.: Географгиз, 1960. — 224 с. — 42 000 экз.

## Названы в честь Пёппига

### Роды растений
- Poeppigia C.Presl из семейства Бобовые.

### Виды растений
В алфавитном порядке латинских названий:
- Diospyros poeppigiana A.DC.
- Erythrina poeppigiana (Walp.) O.F.Cook.[3]
- Geonoma poeppigiana Mart.
- Psychotria poeppigiana Müll.Arg.
- Zamia poeppigiana Mart. et Eichler[4]

### Виды животных
- Серебристая шерстистая обезьяна (Lagothrix poeppigii Schinz 1844) из рода  шерстистых обезьян.